# Синь-Алдыши
Синь-А́лдыши (чув. Ҫӗнӗ Кипек) — деревня в Вурнарском районе Чувашской Республики. Входит в состав Малояушского сельского поселения.

## География
Находится в центральной части Чувашии, на расстоянии приблизительно 15 км на север-северо-восток по прямой от районного центра посёлка Вурнары в верховьях речки Усландыр.

## История
Известна с 1858 года как околоток села Малое Яушево (ныне Малые Яуши), когда здесь было 207 человек, в 1906 году 61 двор и 294 жителя. В 1926 году учтено 73 двора и 334 жителя. В 1939 было учтено 373 жителя, в 1979 — 269. В 2002 году было 68 дворов, в 2010 — 58 домохозяйств. В 1930 году был образован колхоз «Калинин», в 2010 действовало ООО "Агрофирма «Вурнарская».

## Население
Постоянное население составляло 177 человек (чуваши 100 %) в 2002 году, 158 — в 2010.